# Abbie Myers
Abbie Myers (* 18. Juli 1994 in Sydney) ist eine australische Tennisspielerin.

## Karriere
Myers, die am liebsten auf Hartplätzen spielt, begann im Alter von fünf Jahren mit dem Tennissport. Sie spielt vor allem auf der ITF Women’s World Tennis Tour, wo sie bislang einen Titel im Einzel und 17 im Doppel gewinnen konnte.
Beim Apia International Sydney 2013 spielte sie erstmals im Hauptfeld eines WTA-Turniers. Sie verlor ihr Doppel an der Seite von Storm Sanders gegen Darija Jurak und Katalin Marosi mit 6:2, 4:6 und [4:10].
Für die Australian Open erhielt sie 2015 eine Wildcard für das Hauptfeld im Doppel; dort erhielt sie an der Seite von Jessica Moore in Runde eins gegen Jarmila Gajdošová und Ajla Tomljanović die Höchststrafe (0:6, 0:6).

## Turniersiege

### Einzel
| Nr. | Datum           | Turnier           | Kategorie   | Belag     | Finalgegnerin | Ergebnis      |
| --- | --------------- | ----------------- | ----------- | --------- | ------------- | ------------- |
| 1.  | 24. August 2014 | Scharm El-Scheich | ITF $10.000 | Hartplatz | Li Yixuan     | 3:6, 6:3, 6:0 |

### Doppel
| Nr. | Datum              | Turnier                 | Kategorie   | Belag     | Partnerin                    | Finalgegnerinnen                             | Ergebnis          |
| --- | ------------------ | ----------------------- | ----------- | --------- | ---------------------------- | -------------------------------------------- | ----------------- |
| 1.  | 8. April 2012      | Manama                  | ITF $10.000 | Hartplatz | Anna Tyulpa                  | Jana Sisikowa Anna Zaja                      | 6:3, 3:6, [13:11] |
| 2.  | 3. Juni 2012       | Trabzon                 | ITF $10.000 | Hartplatz | Margarita Lasarewa           | Sultan Gönen Büsra Kayrun                    | 6:2, 6:3          |
| 3.  | 24. Juni 2012      | Istanbul                | ITF $10.000 | Hartplatz | Beatriz Maria Martins Cecato | Diana Isaeva Xenija Kirillowa                | 6:1, 7:67         |
| 4.  | 11. November 2012  | Iraklio                 | ITF $10.000 | Teppich   | Başak Eraydın                | Borislava Botuscharowa Wiwian Slatanowa      | 6:0, 6:1          |
| 5.  | 18. November 2012  | Iraklio                 | ITF $10.000 | Teppich   | Başak Eraydın                | Tamara Čurović Jana Sisikowa                 | 6:4, 6:4          |
| 6.  | 15. Dezember 2013  | Hongkong                | ITF $10.000 | Hartplatz | Ellen Perez                  | Chuang Chia-jung Lee Ya-hsuan                | 4:6, 6:3, [10:8]  |
| 7.  | 24. August 2014    | Scharm El-Scheich       | ITF $10.000 | Hartplatz | Claudia Williams             | Britt Geukens Jasmin Ladurner                | 6:0, 4:6, [10:5]  |
| 8.  | 12. Oktober 2014   | Cairns                  | ITF $15.000 | Hartplatz | Jessica Moore                | Alison Bai Ayaka Okuno                       | 6:2, 6:2          |
| 9.  | 19. Oktober 2014   | Toowoomba               | ITF $15.000 | Hartplatz | Jessica Moore                | Lizette Cabrera Priscilla Hon                | 6:3, 6:3          |
| 10. | 9. November 2014   | Bendigo                 | ITF $50.000 | Hartplatz | Jessica Moore                | Naiktha Bains Karolina Wlodarczak            | 6:4, 6:0          |
| 11. | 16. November 2014  | Bendigo                 | ITF $50.000 | Hartplatz | Jessica Moore                | Varatchaya Wongteanchai Varunya Wongteanchai | 3:6, 6:1, [10:6]  |
| 12. | 8. März 2015       | Port Pirie              | ITF $15.000 | Hartplatz | Jessica Moore                | Chang Liu Ran Tian                           | 6:0, 6:3          |
| 13. | 29. April 2016     | Manisa                  | ITF $10.000 | Sand      | Melis Sezer                  | Eleni Daniilidou Margarita Lasarewa          | 6:4, 6:4          |
| 14. | 21. Juli 2016      | Saint-Gervais-les-Bains | ITF $10.000 | Sand      | Ellen Perez                  | Fatma Al-Nabhani Estelle Cascino             | 7:65, 6:2         |
| 15. | 21. September 2019 | Cairns                  | ITF $25.000 | Hartplatz | Emily Fanning                | Maddison Inglis Asia Muhammad                | 2:6, 7:62, [10:7] |
| 16. | 12. Oktober 2019   | Toowoomba               | ITF $25.000 | Hartplatz | Belinda Woolcock             | Haruna Arakawa Misaki Matsuda                | 7:62, 6:3         |
| 17. | 7. März 2020       | Mildura                 | ITF $25.000 | Rasen     | Tereza Mihalíková            | Arina Rodionova Erin Routliffe               | 6:3, 6:2          |